# Датунашвили, Зураб
Зураб Датунашвили (груз. ზურაბ დათუნაშვილი; род. 18 июня 1991, Тбилиси) — грузинско-сербский борец греко-римского стиля, трёхкратный чемпион Европы, двукратный чемпион мира, бронзовый призёр летних Олимпийских игр 2020 года.

## Спортивная биография
В 2011 году Датунашвили смог стать серебряным призёром юниорского мирового первенства. В апреле 2012 года грузинский борец стал первым на олимпийском квалификационном турнире и завоевал путёвку на летние Олимпийские игры. На Играх в Лондоне Датунашвили выступал в соревнованиях в категории до 74 кг. Грузинский борец уверенно прошёл два раунда соревнований, но в четвертьфинале уступил азербайджанцу Эмину Ахмедову и выбыл из дальнейшей борьбы за медали.
В 2013 году Зураб стал серебряным призёром европейского первенства в родном Тбилиси, уступив в финале россиянину Роману Власову. В 2014 году Датунашвили был близок к завоеванию бронзовой медали чемпионата мира, но в поединке за третье место Зураб уступил азербайджанцу Эльвину Мурсалиеву. В 2015 году Зураб принял участие в первых Европейских играх в Баку. На церемонии открытия Игр Датунашвили было доверено право нести флаг Грузии. В категории до 75 кг грузинский борец смог дойти до полуфинала, но там он вновь уступил Мурсалиеву. В поединке за бронзовую медаль Зураб уступил россиянину Чингизу Лабазанову.